# Jutta Rüdiger

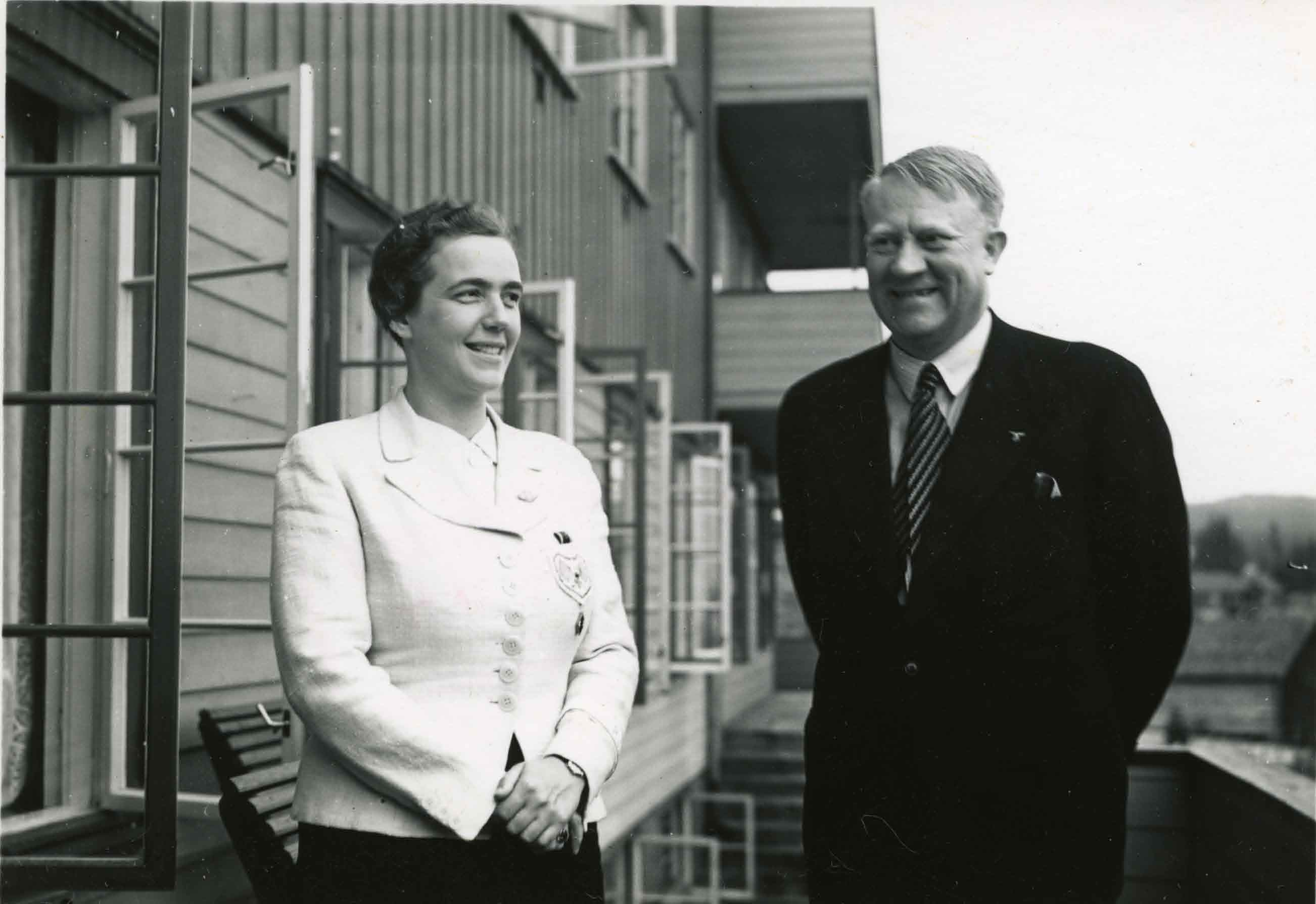
Jutta Rüdiger mit Vidkun Quisling (1941)

Jutta Rüdiger (* 14. Juni 1910 in Berlin; † 13. März 2001 in Bad Reichenhall) war eine deutsche Psychologin und Nationalsozialistin. Sie war von 1937 bis 1945 Reichsreferentin des Bundes Deutscher Mädel (BDM) in der Reichsjugendführung (RJF) Berlin und damit die ranghöchste NS-Jugendfunktionärin.

## Leben
Die Tochter eines Oberingenieurs legte 1929 in Düsseldorf ihr Abitur ab und studierte ab 1930 an der Universität Würzburg Psychologie mit den Nebenfächern Philosophie und Volkswirtschaft. 1931 trat sie dort dem Nationalsozialistischen Deutschen Studentenbund bei und gründete 1932 die örtliche Arbeitsgemeinschaft Nationalsozialistischer Studentinnen (ANSt). Im Mai 1933 schloss sie ihr Studium ab. 1934 wurde sie bei Karl Marbe mit der Arbeit „Der Wiederholungssatz bei der Entwicklung vom Säugling zum fünfjährigen Kinde: zugleich ein Beitrag zur Persönlichkeitsbeschreibung jüngerer Kinder“ promoviert.
Rüdiger arbeitete von 1933 bis 1935 als Fachpsychologin und Assistentin am Institut für Arbeits- und Berufsforschung der Rheinprovinz in Düsseldorf, wo sie Eignungsprüfungen durchführte. Nachdem ihr Aufnahmeantrag in die NSDAP 1933 abgelehnt worden war, engagierte sie sich ab Herbst dieses Jahres ehrenamtlich im BDM, erst als Schar-, dann als Ringführerin. Am 1. Januar 1934 wurde sie Leiterin der Abteilung für weltanschauliche Schulung und Kultur des BDM-Gaus Düsseldorf, ab 1. Januar 1935 des Obergaues Ruhr-Niederrhein. Dort übernahm sie im Juni eine hauptamtliche Stelle als Stabsleiterin und stieg rasch weiter auf: Im Oktober 1935 wurde sie Obergauführerin, im Oktober 1936 Inspektionsbeauftragte in der Reichsjugendführung und 1937 Sonderbeauftragte der Reichsreferentin Trude Mohr. Zum 1. Mai 1937 trat sie der NSDAP bei (Mitgliedsnummer 4.863.331). Am 24. November 1937 wurde sie als Nachfolgerin der wegen Heirat ausgeschiedenen Trude Mohr selbst Reichsreferentin des BDM und damit höchste BDM-Führerin. In dieser Position war sie unmittelbar dem Reichsjugendführer unterstellt. Sie behielt diese Stellung bis zum Ende des nationalsozialistischen Regimes 1945. Zu ihrem Zuständigkeitsbereich gehörten auch die 1938 gegründete BDM-Organisation Glaube und Schönheit, ab 1941 die „Arbeitsmaiden“ im Reichsarbeitsdienst und ab 1943 die Flakhelferinnen. Auf internationaler Ebene war Rüdiger eine von drei Präsidentinnen der „Arbeitsgemeinschaft für weibliche Jugend“ im 1942 gegründeten „Europäischen Jugendverband“, einer Dachorganisation faschistischer Jugendverbände aus 14 Staaten.
1943 publizierte Rüdiger das Buch Germanische Jugend. Am 4. Dezember 1944 verfasste sie zusammen mit der Reichsfrauenführerin Gertrud Scholtz-Klink einen Aufruf, in dem sie die deutschen Frauen zur verstärkten Kriegshilfe aufforderte: „Heute nun, wo jeder wehrfähige deutsche Mann sich seinem Vaterlande stellt, wollen wir Frauen und Mädels alles tun, um Soldaten des Heimatgebietes restlos den Fronteinsatz zu ermöglichen.“
Mitte 1945 wurde Rüdiger, die kurz vor Kriegsende noch die Vernichtung der Akten der Reichsjugendführung angeordnet hatte und sich nach der Flucht aus Berlin bei Zell am See versteckt hielt, zusammen mit Melita Maschmann verhaftet und anfangs im Ludwigsburger Frauenlager 77 interniert. Insgesamt verbrachte sie zweieinhalb Jahre in US-amerikanischer und britischer Internierung. 
Nach ihrer Entlassung Ende 1947 kehrte Rüdiger nach Düsseldorf zurück und versuchte ihre frühere Tätigkeit am Institut für Arbeits- und Berufsforschung wieder aufzunehmen, was aber am Widerstand des Personalrats scheiterte. 1948 gründete sie daher in Düsseldorf eine psychologische Praxis für Erziehungsberatung, Arbeits- und Berufspsychologie und Wirtschaftspsychologie und arbeitete hauptsächlich als Kinder- und Jugendpsychologin. Ihr Entnazifizierungsverfahren wurde im Oktober 1950 ohne Einstufung beendet. In den 1960er Jahren zog sie nach Bad Reichenhall und betrieb auch dort eine psychologische Praxis. Nach Beendigung ihrer Berufstätigkeit veröffentlichte sie ab den 1980er Jahren in rechtsgerichteten Verlagen eine Reihe von apologetischen Büchern, in denen sie die NS-Jugendorganisationen, insbesondere den BDM, historisch zu rechtfertigen und zu rehabilitieren und ihre eigene Tätigkeit zu relativieren und zu verteidigen suchte. Eine Abkehr vom Nationalsozialismus fand bis zu ihrem Tode nicht statt. Der Historiker Hans-Ulrich Danner, der in seiner Dissertation die Autobiographien von 42 Funktionsträger von NSDAP und SED gegenüberstellte, ordnete Rüdiger auch als "reine Apologetin" in Bezug auf ihre Memoiren "Ein Leben für die Jugend" ein.
Sie war Mitglied des Vereins zur Erhaltung der deutschen Sprache.
Rüdiger lebte von 1940 bis 1991 in einer Beziehung mit ihrer Mitarbeiterin Hedy Böhmer. Sie starb im Alter von 90 Jahren 2001 in Bad Reichenhall an den Folgen ihrer fortschreitenden Parkinson-Erkrankung.

## Schriften
- Der Bund Deutscher Mädel in der Hitler-Jugend. Idee und Gestalt. Berlin 1934.
- Der Bund Deutscher Mädel. Eine Richtigstellung. ASKANIA Verlagsgesellschaft mbH Lindhorst, 1984, ISBN 3-921730-14-7
- (als Herausgeberin) Zur Problematik von Soldatinnen. Der Kampfeinsatz von Flakwaffenhelferinnen im 2. Weltkrieg. Berichte und Dokumentationen. ASKANIA Verlagsgesellschaft mbH Lindhorst, 1987, ISBN 3-921 730-20-1
- (als Herausgeberin) Die Hitler-Jugend und ihr Selbstverständnis im Spiegel ihrer Aufgabengebiete. Verlag Bublies, Schnellbach 1998, ISBN 3-926584-38-6
- Ein Leben für die Jugend. Mädelführerin im Dritten Reich, Deutsche Verlagsgesellschaft, Preußisch Oldendorf 1999 ISBN 3-920722-58-2